# Sabriye Şengül
Sabriye Şengül (Şalpazarı, Provincia de Trebisonda; 12 de noviembre de 1988) es una boxeadora y artista marcial mixta turca.

## Carrera
Nació en la provincia turca de Trebisonda, al norte del país, en noviembre de 1988. Comenzó su carrera deportiva jugando al balonmano. Siguiendo el consejo de su entrenador, se pasó al boxeo en 2006. Ganó tres títulos del Campeonato Turco de Boxeo.
En 2016, se proclamó campeona del mundo de kickboxing en 57 kg ganando a la belga Vanessa de Waelle por puntos en el WKU World Title Fight in Kickboxing with Knie celebrado en Estambul (Turquía). Ganó el título de campeona del mundo por segunda vez derrotando a la austriaca Christin Fedller en el ISKA Vendetta Professional World Kickboxing Championships celebrado en Viena (Austria) en 2018.
Para abril de 2017, firmó para la división de peso mosca del evento de artes marciales mixtas Bellator MMA. En su primera pelea para Bellator London 2 en noviembre de 2019, perdió ante la neerlandesa Denise Kielholtz por sumisión americana en 32 segundos en la primera ronda.
Şengül participó en la temporada 2019 de Survivor Turkey.
En junio de 2021, luchó en un encuentro de MMA contra la francesa Mona Ftouhi en Dubái (Emiratos Árabes Unidos) y ganó por decisión a los puntos.

## Récord en artes marciales mixtas
| Resultado | Récord | Oponente              | Método                              | Evento            | Fecha                   | Ronda | Tiempo | Localización |
| --------- | ------ | --------------------- | ----------------------------------- | ----------------- | ----------------------- | ----- | ------ | ------------ |
| Derrota   | 3–5    | Ceileigh Niedermayr   | Decisión (unánime)                  | UAE Warriors 49   | 17 de mayo de 2024      | 3     | 5:00   | Abu Dabi     |
| Derrota   | 3–4    | Keri Melendez         | Sumisión (guillotine choke)         | Bellator 301      | 17 de noviembre de 2023 | 2     | 2:06   | Chicago      |
| Victoria  | 3–3    | Mena Mohamed Abdallah | TKO (puñetazos)                     | UAE Warriors 40   | 19 de marzo de 2023     | 1     | 3:58   | Abu Dabi     |
| Derrota   | 2–3    | Hassna Gaber          | Decisión (unánime)                  | UAE Warriors 29   | 27 de marzo de 2022     | 3     | 5:00   | Abu Dabi     |
| Derrota   | 2–2    | Antonia Prifti        | TKO (golpe a la cabeza y puñetazos) | Vendetta 24       | 29 de enero de 2022     | 2     | 0:18   | Estambul     |
| Victoria  | 2–1    | Martina Gemrani       | Sumisión                            | Vendetta 21       | 3 de julio de 2021      | 1     | 3:10   | Estambul     |
| Victoria  | 1–1    | Mona Ftouhi           | Decisión (unánime)                  | UAE Warriors 19   | 18 de junio de 2021     | 3     | 5:00   | Abu Dabi     |
| Derrota   | 0–1    | Denise Kielholtz      | Sumisión (americana)                | Bellator London 2 | 23 de noviembre de 2019 | 1     | 0:32   | Londres      |